# Dendrobium vietnamense
Dendrobium vietnamense är en orkidéart som beskrevs av Leonid Vladimirovitj Averjanov. Dendrobium vietnamense ingår i släktet Dendrobium, och familjen orkidéer.
Artens utbredningsområde är Vietnam. Inga underarter finns listade i Catalogue of Life.